# James C. Oliver

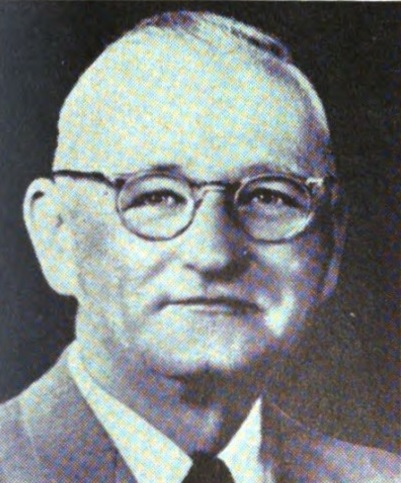
James C. Oliver

James Churchill Oliver (* 6. August 1895 in South Portland, Maine; † 25. Dezember 1986 in Orlando, Florida) war ein US-amerikanischer Politiker. Zwischen 1937 und 1943 sowie nochmals von 1959 bis 1961 vertrat er den Bundesstaat Maine im US-Repräsentantenhaus.

## Werdegang
James Oliver besuchte die öffentlichen Schulen seiner Heimat und danach bis 1917 das Bowdoin College in Brunswick. Zwischen 1917 und 1919 nahm er als Offizier der US-Armee am Ersten Weltkrieg teil. Bei Kriegsende hatte er es bis zum Major im Stab des Generalinspekteurs (Inspector General) gebracht.
Später wurde Oliver in der Versicherungsbranche in Portland tätig. In den Jahren 1932 und 1933 war er Mitglied des Stadtrats von South Portland. Politisch schloss er sich der Republikanischen Partei an. Als deren Kandidat wurde er 1936 im ersten Wahlbezirk von Maine in das US-Repräsentantenhaus in Washington, D.C. gewählt. Dort trat er am 3. Januar 1937 die Nachfolge des Demokraten Simon M. Hamlin an, den er bei der Wahl geschlagen hatte. Nach zwei Wiederwahlen konnte er bis zum 3. Januar 1943 drei Legislaturperioden im Kongress absolvieren. In den ersten Jahren wurden dort weitere New-Deal-Gesetze eingebracht und verabschiedet. Seit Dezember 1941 wurde auch die Arbeit des Repräsentantenhauses von den Ereignissen des Zweiten Weltkriegs bestimmt. Im Jahr 1942 wurde Oliver von seiner Partei nicht mehr für eine weitere Legislaturperiode nominiert.
Während des Zweiten Weltkrieges diente Oliver zwischen 1943 und 1946 in der Küstenwache. Danach arbeitete er in Maine und in Kalifornien in der Immobilien- und Versicherungsbranche. Inzwischen war er zur Demokratischen Partei gewechselt. Als deren Kandidat bewarb er sich im Jahr 1952 erfolglos gegen den Republikaner Burton Cross um das Amt des Gouverneurs von Maine. In den Jahren 1954 und 1956 strebte Oliver erfolglos seine Rückkehr in den Kongress an. 1958 wurde er dann erneut in das US-Repräsentantenhaus gewählt, wo er am 3. Januar 1959 Robert Hale ablöste, der dieses Mandat seit 1943 als Olivers Nachfolger ausgeübt hatte. Da James Oliver bei den Wahlen des Jahres 1960 gegen Peter A. Garland verlor, konnte er bis zum 3. Januar 1961 nur eine weitere Legislaturperiode im Kongress verbringen.
Im Jahr 1960 war Oliver Delegierter zur Democratic National Convention in Los Angeles, auf der John F. Kennedy als Präsidentschaftskandidat nominiert wurde. Danach arbeitete er zunächst wieder auf dem Immobilienmarkt in Maine. Später zog er nach Orlando in Florida, wo er am 25. Dezember 1986 verstarb.